# Parklife
Parklife e третият студиен албум на британската група Блър.
Албумът излиза в Англия на 25 април 1994 г. (звукозаписна компания Food/EMI Records).
Американското издание излиза на 14 юни 1994 г.

## Песни
1. "Girls & Boys" – 4:51
2. Tracy Jacks – 4:20
3. End of a Century – 2:45
4. Parklife – 3:05
5. Bank Holiday – 1:42
6. Badhead – 3:25
7. The Debt Collector – 2:10
8. Far Out – 1:41
9. To the End – 4:05
10. London Loves – 4:15
11. Trouble in the Message Centre – 4:09
12. Clover Over Dover – 3:22
13. Magic America – 3:38
14. Jubilee – 2:47
15. This Is a Low – 5:07
16. Lot 105 – 1:17